# Anselmus Van Doorslaer
Anselmus (Anselm) Van Doorslaer (Relegem, 28 maart 1839 – Grimbergen, 25 juni 1916) was burgemeester van Grimbergen.
Hij bestuurde Grimbergen van 1860 tot bij het uitbreken van de Eerste Wereldoorlog toen schepen Theophiel Verhasselt hem verving.